# بوک ژئو ایل
بوک ژئو ایل (Bok Geo-il) (زاده ۲۰ مارس ۱۹۴۶) رمان‌نویس، شاعر، منتقد ادبی و مفسر اجتماعی اهل کره جنوبی است.
بوک در آسان، Chungcheongnam-do، کره جنوبی متولد شد. Bok Geo-il از دانشکده بازرگانی دانشگاه ملی سئول فارغ‌التحصیل شد.
در سال ۱۹۸۷ اولین حضور ادبی خود را با رمان «در جستجوی کتیبه» (Bimyeongeul chajaseo) مطرح ساخت و سال بعد، اولین مجموعه اشعار او با نام Ojangwon (Ojangwon) منتشر شد.
بوک به دلیل نظریه‌هایش در حمایت از جهانی شدن زبان انگلیسی در کره بحث‌برانگیز بوده‌است.

## فهرست کتب
- سقوط Ojangwon
- در جستجوی کتیبه (Bimyeongeul chataso، ۱۹۸۷)
- زیر ماه آبی (Parandal arae، ۱۹۹۲)
- مسافری در تاریخ (Yeoksa sogui nageunae، ۱۹۹۱) که شامل سفر در زمان به اواسط دوره سلسله Joseon است.
- Gijichon In Camp Seneca (1994)
- لالایی برای یک همسر پیر (Nai deureoganeun anaereul wihan jajangga) در سال 2001978-9810787912